# فرودگاه کابو روهو
فرودگاه کابو روهو (به انگلیسی: Cabo Rojo Airport) (به زبان بومی: Aeródromo Doméstico de Cabo Rojo) یک فرودگاه همگانی با کد یاتا CBJ است که یک باند فرود آسفالت دارد و طول باند آن ۱۵۰۹ متر است. این فرودگاه در کشور جمهوری دومینیکن قرار دارد و در ارتفاع ۸۰ متری از سطح دریا واقع شده‌است.